# Sete Lagoas
Sete Lagoas, amtlich portugiesisch Município de Sete Lagoas, deutsch Sieben Seen, ist eine Stadt im brasilianischen Bundesstaat Minas Gerais. Sie erhielt am 30. November 1880 Stadtrechte. Im Jahr 2019 lebten in Sete Lagoas geschätzt 239.639 Menschen auf 537,5 km², die Sete-Lagoanos (sete-lagoanos) genannt werden. Die Entfernung zur Hauptstadt Belo Horizonte beträgt 67 km.
Umliegende Orte sind Araçaí, Paraopeba, Caetanópolis, Inhaúma, Esmeraldas, Capim Branco, Prudente de Morais, Funilândia, Jequitibá und Baldim. Sie gehört zum erweiterten Metropolgürtel der Metropolregion Belo Horizonte.
Das Biom ist der brasilianische Cerrado, die Klassifikation des Klimas nach Köppen und Geiger lautet Aw. Im Jahresdurchschnitt beträgt die Temperatur in Sete Lagoas 21,6 °C, der Niederschlag liegt durchschnittlich bei 1335 mm pro Jahr. Im Südsommer fallen in Sete Lagoas deutlich mehr Niederschläge als im Südwinter.
In Sete Lagoas existiert ein Dieselmotorenwerk der zu Iveco gehörenden Firma SOFIM, das pro Jahr etwa 40.000 Motoren herstellt.

## Söhne und Töchter der Stadt
- Esmeralda de Jesus Garcia (* 1959), olympische Leichtathletin
- João Carlos (* 1972), Fußballspieler
- Paulinho Guará (* 1979), Fußballspieler
- Franck de Almeida (* 1983), olympischer Marathonläufer
- Paula Fernandes (* 1984), Sängerin und Songschreiberin
- Wagner Ferreira dos Santos (* 1985), Fußballspieler
- Marcos Rocha (* 1988), Fußballspieler
- Ronir de Souza Gonçalves (* 1990), Fußballspieler
- Stéfano Yuri Gonçalves Almeida (* 1994), Fußballspieler